# SBS Bank
Die SBS Bank ist eine neuseeländische Bank, die im Jahr 1869 als Bausparkasse gegründet wurde. Im Oktober 2008 erhielt die Southland Building Society eine Bankenregistrierung und bietet seither auch allgemeine Bankgeschäfte wie Konten und Kreditkarten an. Der Hauptsitz der Bank befindet sich in Invercargill.

## Geschichte
Die Bank wurde im Jahr 1869 als Southland Building, Land and Investment Society gegründet. Sieben Jahre später, im Jahr 1876, wurde sie in Southland Building and Investment Society and Bank of Deposit umbenannt. Einer der Gründer, James Walker Bain, wurde für die nächsten 30 Jahre der Präsident der Gesellschaft.
Im Jahr 1995 erfolgte die offizielle Namensänderung der Bank von Southland Building Society zu SBS Bank. Im Jahr 2008 erhielt das Unternehmen eine Bankenregistrierung und weitete ihr Geschäft aus. Im Jahr 2010 schloss sich die Hastings Building Society (HBS) mit der SBS Bank zusammen, und im November 2015 fusionierte die HBS Bank mit der SBS Bank.